# Панчиков, Василий Иванович
Василий Иванович Панчиков (17 августа 1925 — 11 декабря 1944) — гвардии младший сержант Рабоче-крестьянской Красной Армии, участник Великой Отечественной войны, Герой Советского Союза (1945).

## Биография
Василий Панчиков родился 17 августа 1925 года в селе Богдановка (ныне — Нефтегорский район Самарской области). После окончания четырёх классов школы работал трактористом в колхозе. В 1943 году Панчиков был призван на службу в Рабоче-крестьянскую Красную Армию. С 1944 года — на фронтах Великой Отечественной войны, командовал орудием танка 21-й гвардейской танковой бригады (5-го гвардейского танкового корпуса, 6-й танковой армии, 2-го Украинского фронта).
Отличился во время освобождения Румынии. 19-27 августа 1944 года экипаж Панчикова участвовал в боях за освобождение городов Бырлад, Фокшани и Бузэу, уничтожив 1 танк, 6 штурмовых орудий, большое количество солдат и офицеров противника. Прорвавшись к мосту через реку Сирет в районе населённого пункта Козмешти к северо-востоку от Фокшан, экипаж Панчикова захватил и удержал его до подхода основных сил. 11 декабря 1944 года Панчиков погиб в бою.
Указом Президиума Верховного Совета СССР от 24 марта 1945 года гвардии младший сержант Василий Панчиков посмертно был удостоен высокого звания Героя Советского Союза. Также посмертно был награждён орденом Ленина.
Похоронен в братской могиле варм. Пешт-Пилим-Шолм-Кишкун, 500 метров на северо-восток от города Чомад. 

## Память
- В селе Богдановка установлен бюст Герою. Также в этом селе его именем названа общеобразовательная школа и улица.